# Golina (gromada w powiecie konińskim)
Golina – dawna gromada, czyli najmniejsza jednostka podziału terytorialnego Polskiej Rzeczypospolitej Ludowej w latach 1954–1972.
Gromady, z gromadzkimi radami narodowymi (GRN) jako organami władzy najniższego stopnia na wsi, funkcjonowały od reformy reorganizującej administrację wiejską przeprowadzonej jesienią 1954 do momentu ich zniesienia z dniem 1 stycznia 1973, tym samym wypierając organizację gminną w latach 1954–1972.
Gromadę Golina z siedzibą GRN w mieście Golinie (nie wchodzącym w skład gromady) utworzono – jako jedną z 8759 gromad na obszarze Polski – w powiecie konińskim w woj. poznańskim, na mocy uchwały nr 25/54 WRN w Poznaniu z dnia 5 października 1954. W skład jednostki weszły obszary dotychczasowych gromad Adamów, Golina, Kolno, Myślibórz i Spławie, ponadto miejscowości Golina (kolonia) i Zamostki z dotychczasowej gromady Golina Kolonia oraz miejscowość Zalesie-Polesie z dotychczasowej gromady Barbarka – ze zniesionej gminy Golina, a także obszary dotychczasowych gromad Brzeźniak i Przyjma ze zniesionej gminy Kazimierz Biskupi ze w tymże powiecie. Dla gromady ustalono 27 członków gromadzkiej rady narodowej.
1 stycznia 1958 do gromady Golina włączono obszar zniesionej gromady Radolina (bez wsi i kolonii Sługocin) w tymże powiecie.
31 grudnia 1964 z gromady Golina  wyłączono wieś Golina (201,90 ha), włączając ją do miasta Golina w tymże powiecie.
1 stycznia 1970 do gromady Golina włączono 370 ha z miasta Golina w tymże powiecie.
Gromada przetrwała do końca 1972 roku, czyli do kolejnej reformy gminnej. 1 stycznia 1973 w powiecie konińskim reaktywowano gminę Golina.